# Tinthia
Tinthia é um gênero de traça pertencente à família Brachodidae.